# Розпад (роман)
«Розпад» (англ. Distraction) — науково-фантастичний роман письменника Брюса Стерлінга, опублікований 1998 року. Фіналіст премії «Г'юго» у номінації найкращий роман (1999) та лауреат премії Артура К. Кларка у 2000 році.

## Сюжет
|                               | Ми винайшли майбутнє! Ми побудували його! І якщо інші спроектують його або виведуть на ринок краще за нас, ми винайдемо щось ще дивовижніше. Якщо потрібна фантазія і винахідливість, то вони у нас завжди будуть. Якщо для цього знадобиться сміливість чи безсовісність, ми точно не підведемо: ми не обмежилися створенням атомної бомби, ми її використали! Ми не маса кричущих, ниючих європейських екокомуністів, які намагаються зробити світ безпечним для своїх бутиків! Ми не мурашник соціальних інженерів, послідовників Конфуція, які хотіли б, щоб маси збирали бавовну протягом наступних двох тисячоліть! Ми — нація космічних механіків, які наполегливо працюють! |
| — Bruce Sterling, Distraction | |

Події роману розгортаються 2044 року в балканізованій Америці через внутрішні кризи, що розгорнулися після економічної війни, програної проти Китаю, і орографічних потрясінь на узбережжях, затоплених морем, які піднялися через глобальне потепління.
Населення світу перевищило вісім мільярдів, Нідерланди майже повністю затоплені водами, і безліч безробітних, які тепер без надії знайти роботу, зібралися в кочові племена. Збройні сили не мають коштів і забезпечують свої потреби, організовуючи незаконні блокпости та вимагаючи гроші у громадян, така практика стала поширене в усій глибоко корумпованій країні.
Оскар Вальпараїсо очолює групу експертів у виборчих кампаніях, які завдяки його цінній роботі як спіндоктор домоглися обрання до Сенату Сполучених Штатів прозорого колишнього архітектора Олкотта Бамбакіаса. Його група, так звана «крю», після перемоги свого клієнта переробляє себе на політичному полі, підтримуючи Оскара на його новій посаді аналітика, який став членом наукового комітету Сенату. Група переїжджає до Луїзіани, володіння корумпованого губернатора Грін Г'юї, щоб спробувати відродити «Колабораторію», центр досліджень, який знаходиться на передньому краї біотехнології. Тут Оскар, виявивши фінансову кризу, яка вплинула на лабораторію, і розкривши поширену корупцію багатьох вчених і політиків, звільняє раду директорів та ставить на чолі структури вченого Грету Пеннінгер, лауреата Нобелівської премії.
Оскар виявляє, що змушений захищатися від нападів Грін Г'юї, який хоче відновити контроль над Колабораторією, і від «Фетви», яку кинув на нього божевільний губернатор, який не зважується найняти членів кочового племені для нападу на структуру. Грін доручив дослідження деяким вченим Коллабораторії, яким вдалося синтезували мутагенну речовину, здатну підвищити розумові здібності людей, звідси одержимість лабораторією Гріна, манія величі. Співпраця з вченою Гретою, в яку він незабаром закохається, і з членами групи дозволить Оскару врятувати Коллабораторію від деградації, також за допомогою кочового племені, антагоністичного до найнятих Гріном.

## Головні герої
- Оскар Вальпараїсо — Став експертом у виборчих кампаніях, завдяки своїй компетентності та вмінню зумів домогтися обрання до Сенату Сполучених Штатів спіндоктора Олкотта Бамбакіаса. Після успіху, який він розділив зі своїми співробітниками, його взяли аналітиком до наукової комісії Сенату. Він утримує свою команду професіоналів разом, щоб продовжити спільну роботу. Його народження стало результатом експерименту з клонування групою, яка спеціалізується на незаконних усиновленнях. Згодом його усиновив колумбійський бандит Логан Вальпараїсо, колишній актор, який приховував злочинну діяльність за американською компанією нерухомості. Через своє походження він не має надії на самоствердження на політичному полі, своє інтимне бажання, але змушений реалізовувати свої політичні плани за кулісами.
- В. Олкотт Бамбіакіс — Сенатор Массачусетса, щойно обраний завдяки чудовій роботі Оскара та його команди.
- Жиль Фонтено — Колишній охоронець президента, відповідальний за безпеку команди Оскара.
- Лорена Бамбіакіс — Дружина сенатора Бамбакіаса.
- Кевін Гамільтон — Хакер і член войовничого радикального руху, його найняв Оскар, щоб подбати про безпеку крю та колабораторії.
- Грета Пеннінгер — видатна наукиня, лауреатка Нобелівської премії. Її найбільшим прагненням було мати можливість спокійно продовжувати дослідження, але вона змушена очолити Коллабораторію на прохання Оскара, в якого закохується.
- Генерал Бернінгбой — Глава кочового племені, до якого Оскар звертається за допомогою у захисті Колабораторії.
- Джош Пеліканос — Начальник фінасового відділу Оскарового крю і фактотум.
- Боб Аргоу — Системний адміністратор передвиборної кампанії Бамбакіаса.
- Джиммі де Пауло — Прагматичний водій футуристичного автобуса, в якому подорожує команда Оскара.
- Ребекка Патакі — член команди Оскара.
- Лана Рамачандран — секретар Оскара.
- Мойра Матарраццо — прес-секретарка передвиборної кампанії, секретарка Бамбакіаса, а потім його коханка.
- Леон Сосик — новий керівник апарату Бамбакіаса після його обрання в жорсткій конкуренції з Оскаром.
- Донна Нуньєс — відповідальний за імідж учасників групи Оскара і Бамбакіаса під час його передвиборної кампанії.
- Одрі Авізеніс — Експерт-дослідник у крю Оскара.
- Негі ЕстабруК — Найстарший із співробітників Оскара.
- Фред Діллен — Фактотум крю і пральник.
- Ендо «Горкі» Шоеку — Дворецький і організатор подій у крю.
- Норман — Незграбний волонтер-стажист у команді Оскара.